# Dendrobium unicum
Dendrobium unicum är en orkidéart som beskrevs av Gunnar Seidenfaden. Dendrobium unicum ingår i släktet Dendrobium, och familjen orkidéer. Inga underarter finns listade i Catalogue of Life.

## Bildgalleri

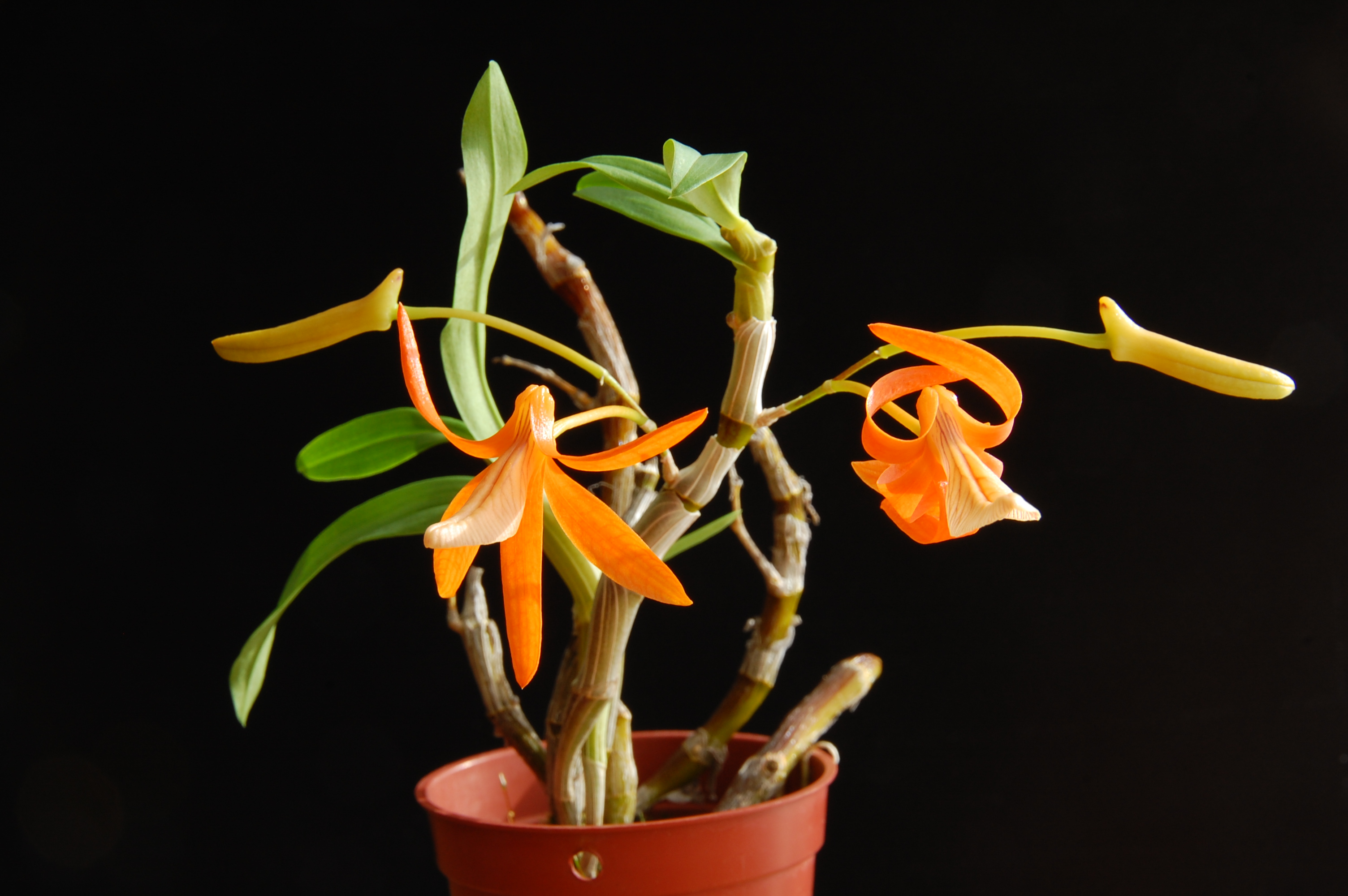
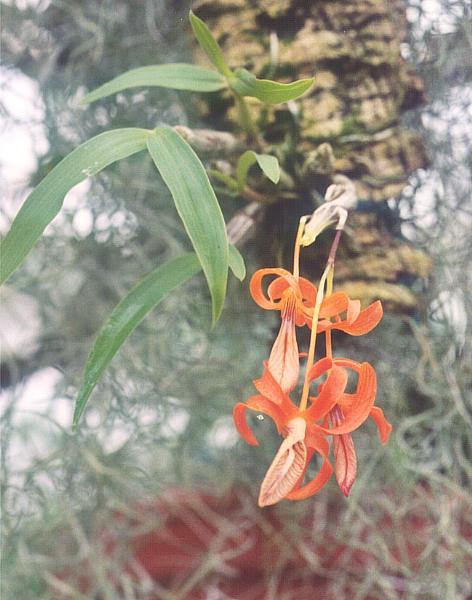
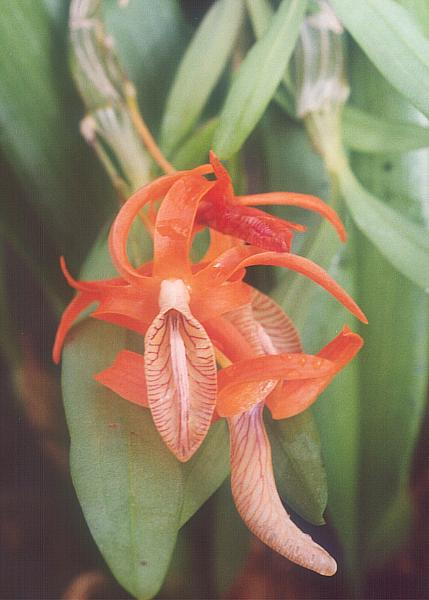